# エリス・アリエフ

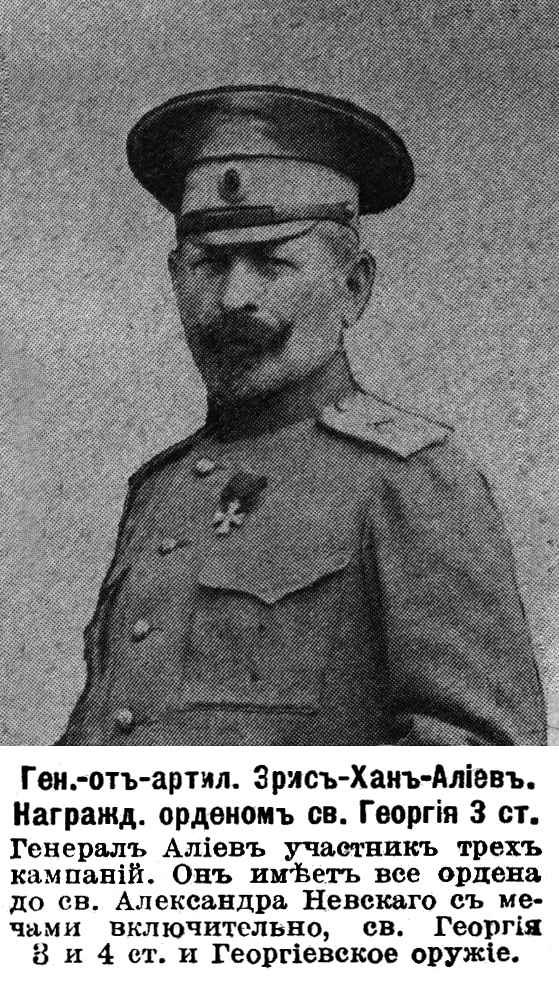
1916年撮影

エリス・アリエフ（ロシア語: Эрис Хан Султан Гирей Алиев、1855年4月30日 - 1920年?）は、ロシア帝国、白軍の軍人、砲兵大将。チェチェン人。

## 経歴

### 軍歴
スタヴロポリ古典中学校、第2軍事コンスタンチン学校、ミハイロフ砲兵学校（1876年）、ミハイロフ砲兵アカデミーを卒業。
1876年、カフカーズ擲弾砲兵旅団に配属。1877年～1878年の露土戦争に従軍し、剣・リボン付き三等聖スタニスラフ勲章、剣・リボン付き三等聖アンナ勲章を授与された。
- 1895年10月1日：近衛第3砲兵旅団の中隊長
- 1900年2月25日：第20砲兵旅団第2大隊長

1903年11月13日、第20砲兵旅団長となり、日露戦争に参加した。1905年2月、パーヴェル・レンネンカンプ中将の砲兵部長となり、奉天会戦に参加した。2月16日、病気のエック将軍と代わり、主力軍を指揮し、日本軍の攻撃を3度撃退した。戦時中の功績により、四等聖ゲオルギー勲章、剣付き一等聖スタニスラフ勲章、剣付き一等聖アンナ勲章、「勇気に対する」署名付きの金製武器を授与された。
- 1905年8月13日：極東総司令官付き
- 1906年5月16日：第5東シベリア狙撃師団長
- 1908年8月14日：第2シベリア軍団長
- 1913年：歩兵大将に昇進
- 1914年3月：砲兵大将に転科

1914年2月8日、第4軍団長となり、第一次世界大戦を迎えた。1914年9月28日～10月6日、第4軍団は、ワルシャワ西方でドイツ軍の攻撃を撃退した。この功績により、アリエフには三等聖ゲオルギー勲章が授与された。戦時中、剣付き聖アレクサンドル・ネフスキー勲章、剣付き白鷲勲章を授与され、最高司令官付きとなった。

### 白軍
1918年5月、チェチェンに移り、山岳共和国に軍務の提供を提案したが拒否され、11月、義勇軍総司令官付きとなった。白軍によるチェチェン占領後、1919年3月、チェチェン人民会議において、チェチェンの最高統治者に選出された。
チェチェン人は、アリエフに白軍の全行動を委任したが、白軍指導部は、アリエフにそのような力はないと考えていた。アリエフは、抗議の印に統治者を辞任した。
義勇軍の撤退後、アリエフはボリシェヴィキにより逮捕され、革命裁判所によりグローズヌイで銃殺された。別説によれば、白軍と共にグルジア、その後トルコに移住したともいう。